# 榆林街道 (康定市)
榆林街道是中华人民共和国四川省甘孜藏族自治州康定市下辖的一个街道办事处。

## 行政区划
榆林街道下辖以下村级行政区划单位：
公主桥社区、南无寺村、金刚寺村、公主桥村、驷马桥村、两岔路村、道子坝村、大坪村、新榆林村、老榆林村和折多塘村。